# Эшелон полёта
Эшелон — условная высота, рассчитанная при стандартном давлении и отстоящая от других высот на величину установленных интервалов. Основное понятие в вертикальном эшелонировании.
Эшелон выражают в установленной высоте в сотнях футов, например, эшелон 350 (35 000 футов). В России эшелоны, названия которых соответствуют числу в сотнях футов, действуют с 17 ноября 2011 года. До этого в ходу были метрические эшелоны, например эшелон 10 600 метров.

## Отличие эшелона от высоты

В нижней части альтиметра — указатель выставленного давления. В данном случае — 1010 гПа и 29,82 дюйма рт. ст. Эти значения равны, они дублированы в разных системах для удобства

Высота эшелона совсем не обязательно совпадает с реальной высотой воздушного судна. Высотомеры в самолётах, по сути, калибруемые барометры, то есть, высоту они вычисляют по разнице давления на земле и в воздухе. Для вычисления истинной высоты потребовалось бы постоянно вносить в приборы данные об атмосферном давлении в каждой точке маршрута, учитывать высоту этих точек над уровнем моря, поэтому принято пользоваться стандартным давлением. Если на всех воздушных судах будет установлено одинаковое значения давления на альтиметре, то и показания высоты на приборе в заданной точке воздушного пространства будут одинаковыми. Таким образом, с определённого момента при наборе высоты (высота перехода) и до определённого момента при снижении (эшелон перехода) высота воздушного судна рассчитывается по стандартному давлению.
Значение стандартного давления (QNE) — 760 мм рт. ст. (1013,2 гектопаскаля, 29,921 дюйма рт. ст.) — одинаково во всем мире.

## Схемы эшелонирования
Схема вертикального эшелонирования может различаться в разных странах. При пересечении границ воздушных пространств, в которых действуют разные схемы, пилоты меняют эшелон по указанию диспетчера (либо до входа в новую зону, либо после, это зависит от направления полёта).
Основные подходы — полукруговая и квадрантная система. Обе учитывают направление полёта воздушного судна, и на основании его курса (магнитного или истинного, в зависимости от конкретной схемы) экипажу дается разрешение на занятие определённого эшелона.
При полукруговой схеме эшелоны чередуются. То есть, например, в России, до ввода в использование правил эшелонирования ИКАО, эшелон 3300 м назначался воздушным судам, двигающимся с запада на восток (истинный путевой угол от 0 до 179°). Следующий эшелон 3600 м назначался при полёте с востока на запад (от 180 до 359°). Следующий 3900 м — снова на восток и т. д. Сейчас действуют правила эшелонирования ИКАО, небольшое отличие, что счет высоты стал в футовой системе: четные эшелоны 40, 60, 80 и т.д. (4000, 6000 и 8000 футов, соответственно) - на запад, нечетные - на восток. При квадрантной схеме первый эшелон расположен в I квадранте (0-89°, магнитный путевой угол), второй — во II квадранте (90-179°), третий — в III квадранте (180-269°), четвёртый — в IV квадранте (270-359°), пятый — в I квадранте и так далее.

## Переход к полёту на эшелоне
При взлёте и посадке в России на высотомере самолёта установлено атмосферное давление аэродрома (QFE), кроме аэродрома Санкт-Петербурга, когда самолёт находится на взлётно-посадочной полосе, высотомер показывает высоту 0. В большинстве других стран высотомер установлен на давление, приведённое к уровню моря (QNH), то есть, высотомер показывает высоту над уровнем моря. Однако в любом случае вскоре после взлёта экипаж устанавливает стандартное давление (QNE) — 760 мм рт. ст. Высота, при пересечении которой устанавливается стандартное давление, называется высотой перехода. В России в каждом аэропорту установлена своя высота перехода.
При снижении значение давления на высотомере устанавливается при пересечении эшелона перехода. В России при этом устанавливается давление на уровне аэродрома (QFE), во многих других странах давление, приведённое к уровню моря (QNH). Эшелон перехода может изменяться для каждого аэродрома, эта величина обычно доступна в автоинформации АТИС.
Горизонтальный полёт ниже эшелона перехода, но выше высоты перехода (переходный слой) запрещён. В этом диапазоне возможно только снижение или набор высоты.